# Liste von Fundorten fossiler Faunen in China
Dies ist eine Liste von archäologisch und paläontologisch bedeutenden Fundorten von steinzeitlichen Menschen und fossilen Wirbeltier-Faunen des Quartärs von China:
- Anping 安平动物群
- Antu 安图动物群
- Bajiazui 巴家嘴动物群
- Bama Nongmoshan juyuan 巴马弄莫山巨猿动物群
- Changwu 长武动物群
- Changyang-Mensch 长阳人动物群
- Chaoxian Yinshan 巢县银山动物群
- Chenggong Longtan Shan 呈贡龙潭山动物群
- Chenjiawo-Stätte 陈家窝动物群
- Dali 大荔动物群
- Dantu Lianhuadong 丹徒莲花洞动物群
- Daxin Heidong juyuan 大新黑洞巨猿动物群
- Daye Shilongtou 大冶石龙头动物群
- Dingcun 丁村动物群
- Dongdong 东洞动物群
- Gezidong-Stätte 鸽子洞动物群
- Gonghe (Obere) 共和动物群(上)
- Gonghe (Untere) 共和动物群(下)
- Gongwangling-Stätte 公王岭动物群
- Guanyindong 观音洞动物群
- Gulongshan 古龙山动物群
- Hexian yuanren 和县猿人动物群
- Hezidong 鸽子洞动物群
- Jiande-Mensch 建德人动物群
- Jianshi gaoping juyuan 建始高坪巨猿动物群
- Jingchuan 泾川动物群
- Jinniushan 金牛山动物群
- Kaili 凯里生物群
- Lishui Shenxiandong 溧水神仙洞动物群
- Liucheng Juyuandong 柳城巨猿洞动物群
- Liujiang-Mensch 柳江人动物群
- Longyadong 龙牙洞动物群
- Loufangzi 楼房子动物群
- Maba-Mensch 马坝人动物群
- Miaohoushan-Stätte 庙后山动物群
- Nihewan 泥河湾动物群
- Qianxi Guanyindong 黔西观音洞动物群
- Qingshantou 青山头动物群
- Qizianshan 骑子鞍山动物群
- Salawusu 萨拉乌苏动物群 (Sjara-osso-gol, Malan-Löss 马兰黄土)
- Shanchengzi 山城子动物群
- Shandingdong 山顶洞动物群
- Shiyu (Zhiyu) 峙峪动物群
- Shuicheng-Mensch 水城人动物群
- Tong liang zhang er tang 铜梁张二塘动物群
- Tongzi-Mensch 桐梓人动物群
- Wu'erji 乌尔吉动物群
- Wuming Lalishan juyuan 武鸣拉利山巨猿动物群
- Wuzhutai 乌珠台动物群
- Xiaogushan 小孤山动物群
- Xichou Xianrendong 西畴仙人洞动物群
- Xihoudu 西侯度动物群
- Xindong 新洞动物群
- Xujiayao 许家窑动物群
- Yangguo 阳郭动物群
- Yanjiagang 阎家岗动物群
- Yuanmou yuanren 元谋猿人动物群
- Yunxi yuanren 郧西猿人动物群
- Yunxian yuanren 郧县猿人动物群
- Yunyang 云阳动物群
- Zhalai Nuo'er 扎赉诺尔动物群
- Zhiyu 峙峪动物群
- Zhoukoudian (Lokalität I) 周口店第1地点动物群
- Ziyang-Mensch 资阳人动物群